# Agenția pentru Dezvoltare Regională Nord-Est

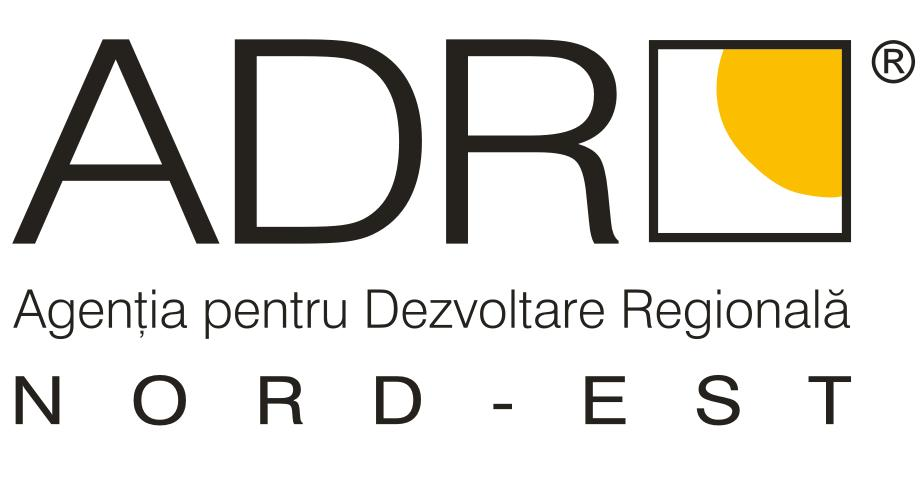
Sigla ADR Nord-Est

Agenția pentru Dezvoltare Regională Nord-Est este o organizație non-guvernamentală non-profit, de utilitate publică, cu personalitate juridică, înființată la 1 aprilie 1999 în baza legii dezvoltării regionale nr. 151 din 1998[nefuncțională – arhivă]
, modificată și completată ulterior de legea nr. 315 din 28 iunie 2004 Arhivat în 13 decembrie 2011, la Wayback Machine., și a Hotărârii Tribunalului Neamț nr. 38PJ/01.04.1999. Agenția este organul executiv al Consiliului pentru Dezvoltare Regională Nord-Est, organism responsabil de elaborarea și implementarea politicilor de dezvoltare regională. 
Legislația privind dezvoltarea regională, armonizată cu standardele europene, prevedea ca pentru implementarea politicilor de dezvoltare regională în România să fie create:
- un număr de 8 regiuni de dezvoltare în baza acordului liber consimțit de asociere al unităților administrativ-teritoriale din cadrul acestora, și
- instituțiile adecvate, la nivel central (Ministerul Dezvoltării și Prognozei - la acea vreme - actualmente Ministerul Dezvoltării, Lucrărilor Publice și Administrației Arhivat în 3 iulie 2023, la Wayback Machine., Consiliul Național de Dezvoltare Regională) respectiv la nivel regional (8 agenții și 8 Consilii pentru Dezvoltare Regională).

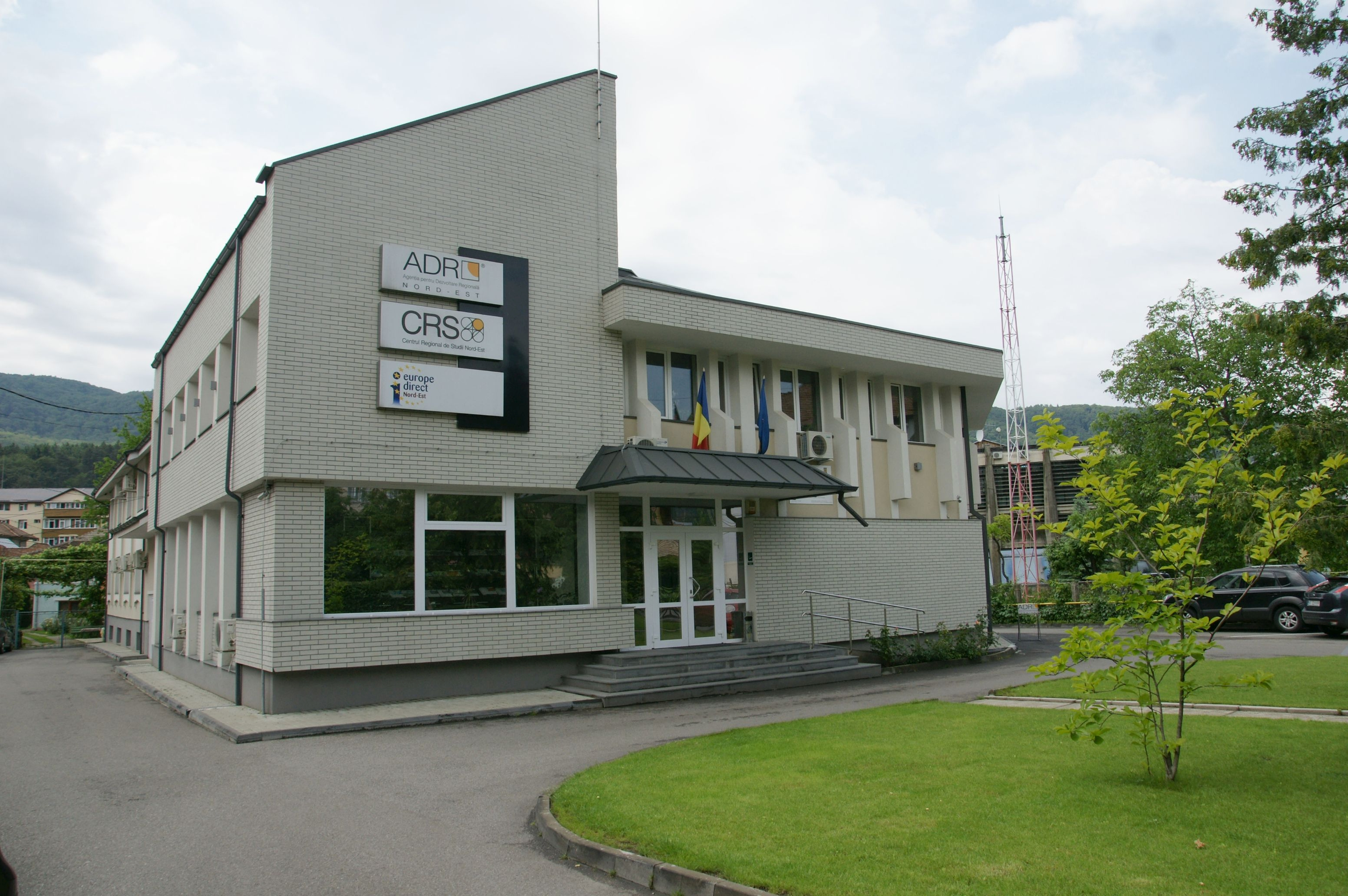
Sediul ADR Nord-Est- str. Lt. Drăghiescu nr. 9, 610125, Piatra Neamț, jud. Neamț

## Evoluție cronologică
În decursul a peste două decenii, Agenția pentru Dezvoltare Regională Nord-Est,  singurul organism independent din Regiunea Nord-Est care gestionează fondurile publice naționale și europene în dezvoltarea regională, a parcurs mai multe etape de progres, după cum urmează:
- iulie 1998 - este publicată Legea 151 care reglementează dezvoltarea regională în România. Conform acesteia, pe teritoriul României se identifică 8 regiuni de dezvoltare ca unități de monitorizare statistică. Fiecărei regiuni de dezvoltare îi corespunde câte un consiliu și o agenție pentru dezvoltare regională;
- decembrie 1998 - are loc semnarea acordului celor 6 administrații publice județene, Bacău, Botoșani, Iași, Neamț, Suceava și Vaslui, de a forma Regiunea de Dezvoltare Nord-Est. Sunt angajați prin concurs directorul general și directorul economic. Agenția și-a stabilit sediul în Piatra Neamț și a început activitatea cu un număr de 10 angajați;
- aprilie 1999 - ca urmare a Hotărârii Tribunalului Neamț nr. 38 PJ/01.04.1999 se înființează Agenția pentru Dezvoltare Regională Nord-Est.
- mai 1999 - este elaborată prima analiză socio-economică a regiunii și se stabilesc domeniile de intervenție strategică pentru perioada 2000-2002. Este lansată prima schemă de finanțare nerambursabilă - Programul PHARE Coeziune Economică și Socială (CES) 1998 cu un buget total de 2,8 milioane Euro;
- martie 2000 - își încep activitatea cele 5 birouri județene ale Agenției în municipiile Bacău, Botoșani, Iași, Suceava și Vaslui;
- între 2001-2007 - se lansează 25 de Programe PHARE - CES 2000 - 2006 și 7 programe de investiție guvernamentale, care au însemnat implementarea prin intermediul agenției a unui număr de 650 contracte de grant și 35 contracte de lucrări;
- octombrie 2001 - se creează funcția de consiliere juridică, compartimentul de resurse umane și compartimentul de audit intern;
- februarie 2002 - se creează Direcția de Investiții și Marketing Regional; începe derularea primelor proiecte de cooperare internațională (INTERREG III B CADSES[1], TWINNING Regional, proiectul LRPD finanțat de DfID (Departamentul pentru Dezvoltare Internațională) din Marea Britanie. Ulterior, după aderarea României la Uniunea Europeană, departamentul va primi atribuții suplimentare și va purta numele de Direcția de Comunicare și Promovare Regională.
- între 2003-2004 - se semnează acorduri de cooperare pentru promovarea unei politici integrate de dezvoltare economico-socială cu: Consiliul Național al Întreprinderilor Private Mici și Mijlocii din România, camerele de comerț și industrie județene din regiune, Federația Regională a Patronatelor Întreprinderilor Mici și Mijlocii din Regiunea Nord-Est și se pun bazele Asociației Naționale a ADR din România - ROREG;
- mai 2004 - Agenția face primele demersuri pentru a pune bazele Birourilor Regionale de Cooperare Transfrontalieră România-Ucraina la Suceava și România - Republica Moldova la Iași;
- octombrie 2004 - se organizează, cu sprijinul autorităților publice locale, societăților comerciale și mass media regională, primul Forum Regional "Investiți în Nord-Est România" care înregistrează un foarte mare succes, cu peste 250 de participanți. Va deveni un eveniment itinerant și, până în 2013, se vor organiza 8 ediții;
- iunie 2005 - Agenția primește finanțare din Programul Cadru 6 pentru proiectul DISCOVER Nord-Est România și pune bazele primei strategii regionale de inovare, care aduce și întărirea relației de colaborare cu mediul academic și sectorul de cercetare-dezvoltare-inovare din regiune. Agenția devine membră a EURADA(Asociația Europeană a Agențiilor pentru Dezvoltare) și a Rețelei naționale de multiplicatori de informație europeană, coordonată de Delegația Comisiei Europene la București;

- ianuarie 2007 - se semnează Acordul Cadru privind implementarea în Regiunea Nord-Est a Programului Operațional Regional (POR) 2007-2013 cu Ministerul Dezvoltării, Lucrărilor Publice și Locuinței. Agenția primește atribuții de Organism Intermediar acreditat pentru implementarea acestui program;

- noiembrie 2007 - se lansează Programul Operațional Regional 2007-2013 în Regiunea Nord-Est;

- ianuarie 2008 - se semnează cu Reprezentanța Comisiei Europene în România Acordul Specific de Subvenție pentru înființarea Centrului Europe Direct Nord-Est în 22 ianuarie 2012, având ca structură gazdă agenția;

- septembrie 2008 - comisarul european pentru politică regională Danuta Hübner, împreună cu o delegație guvernamentală, vizitează Regiunea Nord-Est;

- 7 septembrie 2009 - sunt depuse deja 467 de aplicații pentru finanțare din POR cu o valoare totală a fondurilor solicitate de 880,39 milioane Euro. Regiunea se află pe primul loc în țară cu 95 de proiecte contractate în valoare de 39,728 milioane Euro. Agenția are 80 de salariați.
- 8 februarie 2010 - Biroul ADR Nord-Est Bruxelles se înființează și devine operațional.
- 2011 - se înființează Centrul Regional de Studii Nord-Est care, în luna iunie, efectuează deja primele cursuri certificate de către Autoritatea Națională pentru Calificări (ANC) pentru calificare ca manager de proiect, manager resurse umane și expert achiziții publice;
- septembrie 2012 -  se înființează la Iași Clusterul Regional Inovativ de Imagistică Moleculară și Structurală Nord-Est (IMAGO-MOL), primul cluster de acest tip din România în care ADR Nord-Est este membru fondator;

- martie 2013 - ADR Nord-Est semnează Acordul Cadru pentru preluarea responsabilităților Organismului Intermediar pentru Programul Operațional Sectorial Creșterea Competitivității Economice (POS CCE) de la Ministerul Economiei, creându-se astfel premizele pentru transferul de atribuții legate de proiectele finanțate în Regiunea Nord-Est în cadrul Axei Prioritare 1 a acestui program;

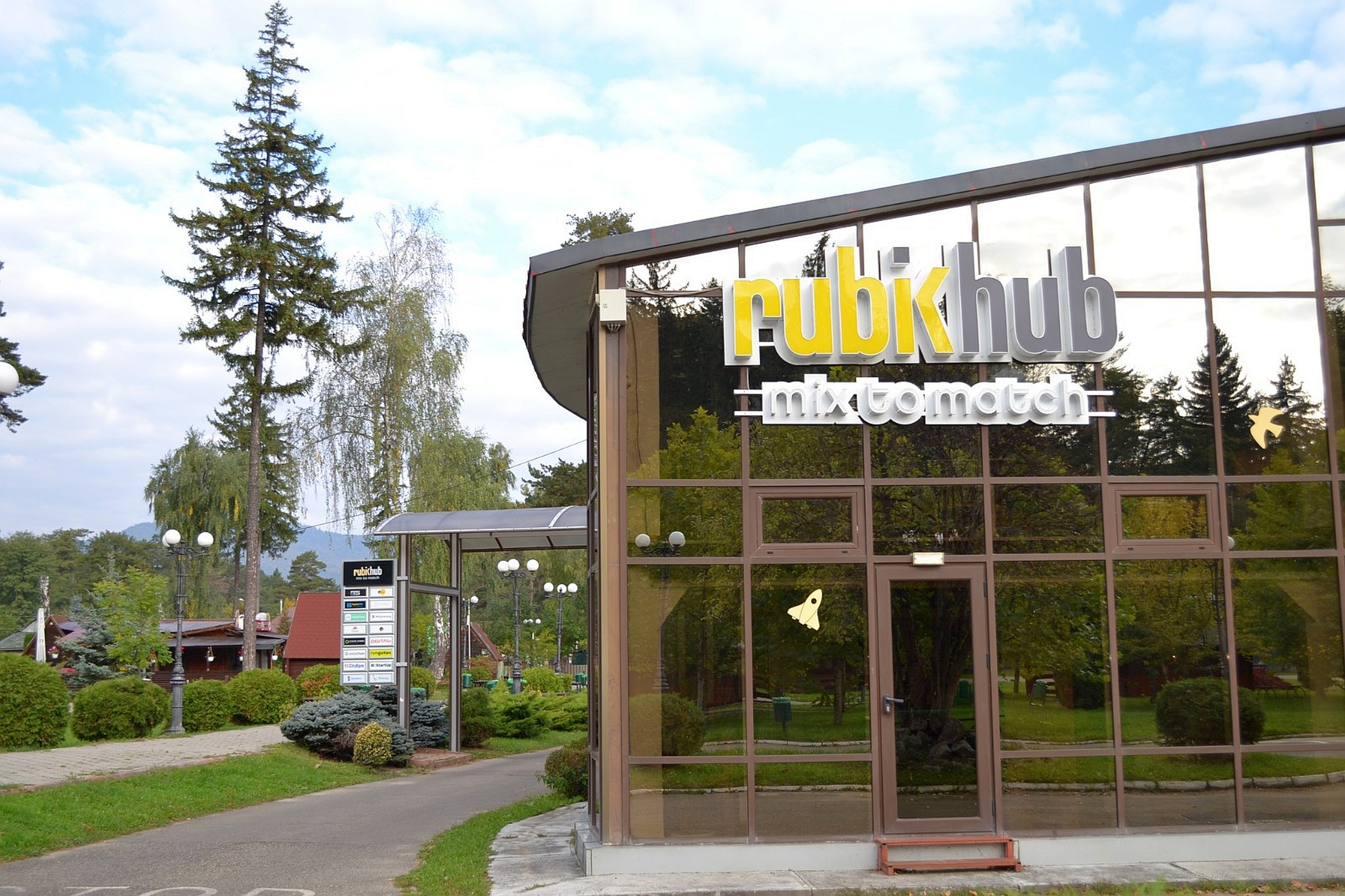
Sediul RubikHub, Aleea Tineretului, 610003, Piatra Neamț

- 2016-2017 - Actualizarea Strategiei de Specializare Inteligentă Nord-Est urmată de elaborarea Documentului Cadru Regional pentru Strategia pentru Cercetare și Inovare Regională prin Specializare Inteligentă Nord-Est.
- 2017 - se înființează Direcția Dezvoltarea Afacerilor și este înființat incubatorul de afaceri RubikHub, cel mai mare spațiu dedicat spiritului antreprenorial din Nord-Estul României (17 programe dedicate antreprenoriatului, 250 startup-uri mentorate de comunitatea de mentori RubikHub, 1.450 studenți care au trecut prin programele educaționale RubikEdu);

- 2020 - ADR Nord-Est devine Autoritate de Management pentru Programul Regional Nord-Est 2021-2027;
- 2022 -  Agenția a devenit membră a Inițiativei Vanguard.

## Misiunea și viziunea agenției
Declarația de misiune a ADR Nord-Est descrie esența organizației în timp ce declarația de viziune reprezintă inspirația și fundamentul pentru planificarea strategică a acesteia. 
Misiune
Agenția pentru Dezvoltare Regională Nord-Est este un generator de dezvoltare economico-socială a Regiunii Nord - Est. ADR elaborează și promovează strategii, atrage resurse, identifică și implementează programe de finanțare și oferă servicii pentru stimularea creșterii economice durabile, a parteneriatelor și a spiritului antreprenorial. 
Viziune
Regiunea Nord-Est a României va fi unul din locurile preferate din Europa în care vrei să trăiești, să înveți, să muncești și să investești.

## Implicarea agenției în structuri parteneriale europene și internaționale

ADR Nord-Est - Membră în structuri parteneriale și rețele

Încă de la începuturile sale, ADR Nord-Est a fost interesată să colaboreze cu entități omoloage europene și internaționale precum și cu rețele tematice, structurate pe domenii de interes prioritare pentru agenție și regiune, pentru a sprijini dezvoltarea regiunii, acumularea de know-how și expertiză adecvate și relevante pentru domeniul în care activează și extinderea conexiunilor și portofoliului de proiecte de anvergură. 
- EURADA - Asociația Europeană a Agențiilor de Dezvoltare Regională. Fondată în 1992, EURADA reunește agenții de dezvoltare active în domeniul dezvoltării regionale și economice printr-o rețea mare de 68 de membri din 21 de țări din Uniunea Europeană și nu numai;
- Platforma S3 - Platforma de Specializare Inteligentă. Abordarea specializării inteligente (S3) oferă un mediu consolidat pentru creșterea interacțiunii și cooperării între diferitele părți interesate ale ecosistemelor de inovare, atât la nivel local, regional, național cât și internațional;
- Rețeaua Centrelor Europe-Direct- promovează valorile, serviciile și instituțiile europene;
- Rețeaua Entreprise Europe Network - ajută companiile să inoveze și să se dezvolte la scară internațională. Este cea mai mare rețea de sprijin din lume pentru întreprinderile mici și mijlocii (IMM) cu ambiții internaționale;
- ERRIN: Rețeaua de cercetare și inovare a regiunilor europene - o platformă ce reunește aproximativ 120 de organizații regionale din peste 20 de țări europene și sprijină membrii să își îmbunătățească capacitățile regionale și locale de C&I și să își dezvolte în continuare ecosistemele de cercetare și inovare;

- Inițiativa Vanguard -  alianță unică care reunește cele mai avansate regiuni industriale din Europa, fiind axată pe stimularea inovației industriale și construirea de lanțuri valorice europene bazate pe complementarități în strategiile regionale de specializare inteligentă.

## Servicii integrate de dezvoltare regională
Domeniile de expertiză, competențele și nivelurile de pregătire ale agenției și personalului angajat s-au diversificat și au crescut, reflectându-se în gama de servicii care au fost dezvoltate de-a lungul timpului, atât în perioada de pre-aderare cât, mai ales, după aderarea României la Uniunea Europeană. Serviciile integrate care vizează dezvoltarea regională sunt:
- Planificare și programare regională - Elaborarea documentelor de planificare și programare regională, a planurilor de acțiune tematice și a rapoartelor strategice de monitorizare a implementării programelor de dezvoltare regională.

- Management programe de dezvoltare regională - Implementarea și monitorizarea programelor de dezvoltare regională cu fonduri europene și de la Guvernul României. Informare beneficiari, evaluare și selecție, contractare, verificare, monitorizare și promovare proiecte.
- Dezvoltare urbană - Sprijinirea implementării dezvoltării urbane în cele 6 municipii reședință de județ din regiune, materializate în cele mai necesare și de impact proiecte de dezvoltare, într-un cadru strategic dedicat.
- Identificare și implementare proiecte internaționale - Elaborarea documentației complete necesare aplicațiilor pentru  proiecte internaționale în care ADR Nord-Est poate fi coordonator, partener sau beneficiar. Management și implementare proiecte internaționale aprobate.
- Parteneriate strategice și cooperare externă - Facilitare și dezvoltare parteneriate regionale, naționale și internaționale. Aderare la asociații și rețele internaționale, participarea la evenimente cu impact european sau global în materie de dezvoltare durabilă și inovare. Dezvoltarea de inițiative pilot interregionale.
- Atragere investiții private - Facilitator și furnizor strategic de servicii integrate pentru atragere și suport investiții private. Mapare oportunități investiționale în Regiunea Nord-Est și căutare de potențiali investitori cu proiecte cu valoare adăugată mare.
- Dezvoltarea ecosistemului antreprenorial regional - Stimularea și promovarea culturii antreprenoriale, furnizarea de programe de educație antreprenorială, consiliere pentru creare și dezvoltare startup-uri. Spațiu echipat de co-working și organizare evenimente.
- Formare profesională - prin furnizarea de cursuri certificate ANC și instruiri specializate în domeniul dezvoltării regionale. Facilitarea de schimburi de informații și experiență practică în cadrul unor proiecte internaționale de formare profesională.
- Specializare inteligentă - Dezvoltarea, implementarea și promovarea Strategiei de Specializare Inteligentă a Regiunii Nord-Est. Servicii de asistență și consiliere dedicate promotorilor de proiecte inovative în domeniile prioritare pentru identificarea celor mai potriviți parteneri și atragerea resurselor necesare implementării.
- Managementul inovării și internaționalizarea afacerilor - Evaluarea și dezvoltarea capacității de inovare a companiilor cu potențial ridicat de inovare din regiune. Identificare de parteneri pentru dezvoltare relații internaționale, cooperare comercială sau tehnologică.
- Promovare și marketing regional - Promovarea integrată a Regiunii Nord-Est din punct de vedere turistic, investițional și  antreprenorial la nivel național și internațional.
- Informare europeană - Informarea cetățenilor cu privire la instituțiile, legislația, politicile, programele și oportunitățile de finanțare ale UE, pe baza priorităților de comunicare anuale stabilite de Comisia Europeană.

## Managementul programelor
Rolul ADR Nord-Est este de a implementa în Regiunea Nord-Est programe de investiții cu sprijin financiar european și guvernamental pentru dezvoltarea socio-economică a comunităților locale, care contribuie la creșterea calității vieții locuitorilor din regiune. Astfel, se asigură gestionarea programelor operaționale regionale oferind, în același timp, servicii suport beneficiarilor acestora, pentru transformarea ideilor de proiecte în investiții de succes. Portofoliul de programe gestionate este indicat mai jos. 
Perioada de pre-aderare 1999-2007 (ADR Nord-Est - autoritate de implementare) 
- 25 programe implementate (PHARE Coeziune Economică și Sociala, PHARE TVET - pentru reforma instituțională a învățământului profesional și tehnic preuniversitar, Fondul Național de Dezvoltare);
- peste 3.500 de cereri de finanțare primite și evaluate;
- 125 milioane de Euro granturi atrase în regiune;
- 685 proiecte contractate cu rată de absorbție de peste 85%;
- peste 15.000 de noi locuri de muncă create în regiune și 30.000 persoane instruite sau calificate

Perioada post-aderare - Programul Operațional Regional Nord-Est 2007-2013 (ADR Nord-Est - organism intermediar)
- 703,97 milioane de Euro alocate regiunii
- 1.521  proiecte depuse
- 617 proiecte contractate însumând 805,05 milioane Euro din alocarea financiară nerambursabilă.

Programul Operațional Sectorial Cresterea Competitivității Economice 2007-2013 (Axa Prioritara 1, ADR Nord-Est - organism intermediar)) 
- 543 proiecte contractate
- 111,82 milioane Euro valoare totală nerambursabilă atrasă în Regiunea Nord-Est

Programul Operațional Regional Nord-Est 2014-2020 (ADR Nord-Est - organism intermediar) 
- 999 milioane Euro alocate regiunii
- 2.812 proiecte depuse în Regiunea Nord-Est
- 942 proiecte contractate în valoare de 1,6 miliarde Euro

Programul Regional Nord-Est 2021-2027 (ADR Nord-Est Autoritate de Management)
- 1,75 miliarde Euro alocate regiunii.

## Portofoliul de proiecte
Înca din anul 2002, din dorința de a încuraja dezvoltarea parteneriatelor regionale și internaționale și de a dezvolta proiecte în vederea valorificării potențialului de dezvoltare socio-economică a Regiunii Nord-Est, agenția a fost implicată în numeroase proiecte și programe ca promotor, partener sau beneficiar.  
Programele vizate au fost diverse, începând cu Leonardo da Vinci, Erasmus (+), Programele Cadru 5,6 și 7, Programul Transnațional Sud-Est Europa Arhivat în 14 iulie 2023, la Wayback Machine., INTERREG (III B CADSES și IV C) și terminând cu Interreg Europe, Orizont 2020, COSME, Orizont Europa, Single Market, Digital Europe, Instrumentul pentru Investiții Interregionale în Inovare (I3), contracte de servicii și asistență tehnică implementare programe de finanțare.  
| Sursa de finanțare                                    | Nr. de proiecte implementate | Buget total (Euro) |
| ----------------------------------------------------- | ---------------------------- | ------------------ |
| Programul Leonardo da Vinci                           | 10                           | 418.715            |
| Programul Erasmus (+)                                 | 25                           | 797.340            |
| Programele Cadru 5, 6, 7                              | 4                            | 596.075            |
| COSME, H2020, Single Market, i3                       | 18                           | 2.779.687          |
| Programele INTERREG (III B, IV C)                     | 5                            | 425.928            |
| Programul de Cooperare Transnațională Sud-Est Europa  | 4                            | 716.488            |
| Programul de Cooperare Interregională INTERREG Europe | 13                           | 1.699.213          |
| Alte programe ale Comisiei Europene                   | 19                           | 815.939            |
| Alți donori (POCU, DFiD, etc)                         | 12                           | 3.894.502          |
| Contracte de servicii și asistență tehnică            | 25                           | 77.530.463         |
| Total                                                 | 135                          | 89.674.349         |